# Phylicia Rashād
Phylicia Ayers-Allen, dite Phylicia Rashad, est une chanteuse, actrice et productrice américaine, née le 19 juin 1948 à Houston, Texas.
Elle a pris le nom de Rashād après son mariage avec Ahmad Rashād en 1985 et l'a conservé comme nom de scène après leur divorce.

## Biographie
Phylicia Allen est la deuxième des quatre enfants d'Andrew Arthur Allen, un dentiste, et de Vivian (Ayers) Allen, une poètesse nommée pour le prix Pulitzer. C'est aussi la sœur de l'actrice Debbie Allen et du musicien de jazz Andrew Arthur "Tex" Allen.

### Enfance et formation
En 1966, après ses études secondaires à la Houston High School, puis à la Jack Yates High School (en), elle est acceptée à l'université Howard de Washington D.C., où elle obtient en 1970 le Bachelor of Fine Arts (licence de Beaux Arts) avec la mention cum laude.
Pendant son adolescence elle fréquente les salles de concerts de Houston où elle écoute les grands classiques de l'opéra, et du Jazz comme Duke Ellington.

### Débuts
Après son mariage en 1972 avec William Lancelot Bowles, Jr., elle part à New York.

### Succès
Phyllicia Rashād est la première femme afro-américaine à recevoir un Tony Award à la suite de son rôle de Claire Huxtable dans la série à succès The Cosby Show .

### Vie personnelle
- 1972 : épouse William Lancelot Bowles, Jr.[7], divorce en 1975.
- 1978 : épouse Victor Willis, divorce en 1980.
- 1985 : épouse Ahmad Rashad, divorce en 2001.

De son union avec William Lancelot Bowles, Jr., nait un fils William Lancelot Bowles III.
De son union avec Ahmad Rashad, nait une fille Condola Phylea Rashād.

## Théâtre (comédies musicales)
- 1987 : Into the wood de Stephen Sondheim et James Lapine, au Martin Beck Theatre de New York[8]
- 1992 : Jelly's Last Jam de George C. Wolfe, et Susan Birkenhead, sur des musiques de Jelly Roll Morton et Luther Henderson, au Virgina Theatre de New York
- 1999 : Everybody's Ruby, de Thulani Davis, au Joseph Papp Public Theater/Anspacher Theatre de New York
- 1999 : The Vagina Monologues, d'Eve Ensler, au Westside Theatre de New York
- 2000 : Blue, de Charles Randolph-Wright, au Gramercy Theatre de NewYork[9],[10]
- 2002 : Helen, adaptation d'Ellen McLaughlin, au Joseph Papp Public Theater/Martinson Hall Theater de New York[11]
- 2003 : The Story, de Ken Ludwig, sur une musique de George Gershwin, et des paroles de Ira Gershwin, au Joseph Papp Public Theater/Anspacher Theatre de New York
- 2004 : A Raisin in the Sun, de Lorraine Hansberry, au Royale Theatre de New York
- 2004 : Gem of the Ocean, d'August Wilson, au Walter Kerr Theatre de New York
- 2005 : A Wonderful Life, d'après Frank Capra, au Shubert Theatre de New York
- 2006 : Bernarda Alba, d'après Federico Garcia Lorca, au Mitzi E. Newhouse Theatre de New York
- 2007 : Cymbeline, de William Shakespeare, au Vivian Beaumont Theatre de New York
- 2008 : Cat on a Hot Tin Roof, de Tennessee Williams, au Broadhurst Theatre de New York
- 2016 : Head of Passes, de Tarell Alvin McCraney, au Public Theater de New York[12]
- 2016 : Sunday in the Park with George, de Stephen Sondheim et James Lapine au New York City Center
- 2017 : A Midsummer Night's Dream, de William Shakespeare, au Delacorte Theatre de New York

## Filmographie

### Télévision
Séries télévisées
- 1976 : Delvecchio - saison 1 - épisode 6 : Venita Ray
- 1984 : On ne vit qu'une fois : Courtney Wright
- 1984 - 1992 : Cosby Show : Clair Huxtable
- 1985 : Santa Barbara - saison 1 - épisodes 284, 285 et 286 : Felicia Dalton
- 1985 : La croisière s'amuse - saison 9 - épisode 1 : Lonette Becker
- 1988 - 1990 : Campus Show - saison 1 - épisodes 19, saison 2 - épisode 13, saison 3 - épisodes 5 et 15 : Clair Huxtable
- 1990 : Tortues Ninja : Les Chevaliers d'écaille - saison 4 - épisode 44 : Jane Goodfellow (voix)
- 1991 : Petite Fleur - saison 1 - épisode 1 : Blossom's Dream Mom
- 1993 : American Playhouse - saison 11 - épisode 5 : Mayor Turner
- 1994 : The Cosby Mysteries - saison 1 - épisode 8 : Hadley Roebuck
- 1994 - 2002 : Les Anges du bonheur - saison 1 - épisode 3, saison 8 - épisode 12 : Elizabeth Jessup
- 1995 : In the House - saison 2 - épisode 7 : Rowena
- 1996 - 2000 : Cosby : Ruth Lucas
- 1999 : Linc's - saison 2 - épisode 4 : Lucinda
- 1999 - 2004 : Bill junior : Brenda (voix)
- 2000 : Happily Ever After: Fairy Tales for Every Child - saison 3 - épisode 8 : Lady Fulten (voix)
- 2000 : Bull - saison 1 - épisode 13 : Mme Granville
- 2007 : Tout le monde déteste Chris - saison 3 - épisode 10 : Lucinda
- 2007 - 2014 : Psych : Enquêteur malgré lui - saison 2 - épisode 10, saison 3 - épisode 9, saison 8 - épisode 9 : Winnifred Guster
- 2008 : Le Monde selon Tim - saison 1 - épisode 10 : la femme du Boss
- 2012 - 2013 : The Cleveland Show - saison 3 - épisode 21, saison 4 - épisodes 13, 21 et 23 : Dee Dee Tubbs (voix)
- 2013 : Do No Harm : Dr. Vanessa Young
- 2014 : Princesse Sofia - saison 2 - épisode 19 : Mountain Witch
- 2015 : For Justice : Georgina Howe
- 2016 : Jean-Claude Van Johnson : Jane
- 2016 : Empire : Diana Dubois
- 2019 : This Is Us - saison 3 - épisode 13 : Carol Clark
- 2021 : Grey’s Anatomy : Nell ( Saison 17 épisode 12 )

Téléfilms
- 1981 : We're Fighting Back de Lou Antonio
- 1987 : Uncle Tom's Cabin de Stan Lathan : Eliza
- 1988 : Mickey's 60th Birthday de Scott Garen
- 1989 : False Witness d'Arthur Allan Seidelman : Lynne Jacobi
- 1989 : Polly de Debbie Allen : tante Polly
- 1990 : Polly: Comin' Home! de Debbie Allen : tante Polly
- 1991 : Deux belles en cavale de Burt Brinckerhoff : Janice Grant
- 1994 : David à la folie de Robert Allan Ackerman : Gladys Johnson
- 1995 : L'héritage du mal de Michael Kennedy : Dr. Marion Hale
- 1996 : Prenez garde à la baby-sitter! de David Burton Morris : inspecteur Kate Jacobs
- 1998 : Free of Eden de Leon Ichaso : Desiree
- 2001 : The Old Settler de Debbie Allen : Elisabeth (également en tant que productrice)
- 2001 : Arabesque : L'heure de la justice d'Anthony Pullen Shaw : Cassandra Hawkins
- 2008 : A Raisin in the Sun de Kenny Leon (en) : Lena Younger
- 2011 : Une famille en héritage de John Kent Harrison : Dorothy
- 2012 : Steel Magnolias de Kenny Leon (en) : Clairee
- 2017 : Pharmacy Road de Jake Szymanski : Victoria Young

### Cinéma
- 1972 : The Broad Coalition de Simon Nuchtern : Diana Dubois
- 1995 : Once Upon a Time... When We Were Colored de Tim Reid : Ma Ponk
- 1999: Loving Jezebel de Kwyn Bader : Alice Melville
- 2000 : The Visit de Jordan Walker-Pearlman : Dr. Coles
- 2010 : Love & Game de Sanaa Hamri : Ella McKnight
- 2010 : Frankie et Alice de Geoffrey Sax : Edna
- 2010 : Les Couleurs du destin de Tyler Perry : Gilda
- 2012 : Good Deeds de Tyler Perry : Wilimena
- 2013 : Gods Behaving Badly de Marc Turtletaub : Demeter
- 2015 : Emily & Tim d'Eric Weber et Sean Devaney : Emily
- 2015 : Creed : L'Héritage de Rocky Balboa (Creed) de Ryan Coogler : Mary Anne Creed
- 2018 : Creed 2 de Steven Caple Jr. : Mary Anne Creed
- 2020 : Rupture fatale (A Fall from Grace) de Tyler Perry : Sarah Miller / Betty Mills
- 2023 : Creed 3 (Creed III) de Michael B. Jordan : Mary Anne Creed
- 2024 : The Beekeeper de David Ayer : Eloise Parker

## Distinctions

### Récompenses
- Tony Awards 2004 : meilleure actrice de théâtre pour A Raisin in the Sun[13]
- Drama Desk Awards 2004 : meilleur second rôle[14].
- NAACP Image Awards 2016 : meilleur second rôle féminin[15]
- William Shakespeare Awards 2018 : catégorie "Théâtre classique", décerné par le National Shakespeare Theatre de Washington D.C.[16].
- Theatre Women Awards 2018 : prix pour l'ensemble de son œuvre, décerné par la League of Professional Theatre Women (LPTW)[17].

### Nominations
- Primetime Emmy Awards 1985 : Meilleure actrice dans une série télévisée dramatique pour Cosby Show
- Primetime Emmy Awards 1986 : Meilleure actrice dans une série télévisée dramatique pour Cosby Show
- Primetime Emmy Awards 2008 : Meilleure actrice dans une mini-série ou un téléfilm pour A Raisin in the Sun

### Docteur honoris causa
Phylicia Rashād est Docteur honoris causa des universités suivantes : le Providence College, le Tuskegee Institute, l'Université Carnegie Mellon, l'Université Fordham, l'Université Howard, le Barber–Scotia College (en), le Bennett College, l'université Brown, la Clark Atlanta University (en), le Morris Brown College (en) et le Spelman College (en).